# Дубовий гай (заказник)
Дубо́вий Гай — лісовий заказник місцевого значення в Україні. Об'єкт природно-заповідного фонду Хмельницької області. 
Розташований у межах Шепетівського району Хмельницької області, на південь від міста Славута. 
Площа 19 га. Статус присвоєно згідно з рішенням обласної ради народних депутатів від 17.12.1993 року № 3. Перебуває у віданні ДП «Славутський лісгосп» (Голицьке л-во, кв. 39, вид.  2). 
Статус присвоєно для збереження частини лісового масиву з цінними насадженнями дуба.